# Yasmine Hamdan
Yasmine Hamdan (Beiroet, 1976), in het Arabisch ياسمين حمدان, is een Libanese zangeres en actrice.

## Biografie
Ze werd bekend met het duo Soapkills, een van de eerste indie elektronische bands in het Midden-Oosten. Hun muziek werd al snel overgenomen door de levendige kunstscene van het naoorlogse Libanon, alzo werd ze een underground-icoon in de Arabische wereld. In 2006 verhuisde ze naar Parijs, waar ze samen werkt met Mirwais van de new wave-band Taxi Girls. Onder de naam Y.A.S. brachten ze o.a. Arabology in 2009 uit. Vervolgens werkte ze een tijdlang samen met CocoRosie en later met Marc Collin van Nouvelle Vague met wie ze het album Ya Nass uitbracht. Ze zingt onder meer in het Libanees- en Egyptisch-Arabisch. Een van haar bekende nummers is Samar.
Ze leerde haar echtgenoot, de Palestijnse filmmaker Elia Suleiman kennen nadat deze twee Soapkills-nummers gebruikte in zijn film Divine Intervention. Daarnaast is ze te zien als zichzelf in Only Lovers Left Alive van Jim Jarmusch.

## Discografie

### Met Soapkills
- Bater (1999)
- Cheftak (2001)
- Enta Fen (2005)
- The Best of Soapkills (2015)

### Met Y.A.S.
- Stayin Alive (2008)
- Aräbology (2009)

### Solo
- Yasmine Hamdan (2012)
- Ya Nass (2013)
- Al jamilat (2017)

### Filmmuziek
- Terra Incognita van Ghassan Salbah (2002)
- Divine Intervention van Elia Suleiman (2002)
- Aux Frontière, van D.Arbid, documentaire (ARTE, RTBF, CBF, 2002)
- Cendres van K.Jreij and Joana Hadjithomas (2003)
- A Perfect Day van K.Jreij en Joana Hadjithomas (2005)
- What a wonderfull World van F. Bensaid (2007)
- Le Temps qu'il reste van Elia Suleiman (2009)
- Only Lovers Left Alive van Jim Jarmusch (2013)
- Der Wüstensohn (TATORT aflevering 916) van Rainer Kaufmann (2014)